# 姉川輝天
姉川輝天（あねかわ　てるたか、Terutaka Anekawa 1972年10月7日 - ）は、日本の店舗開発営業、クリエイティブディレクター。

## 人物
2000年、セレクトショップ「ナノ・ユニバース」に入社。クリエイティブディレクターとして活躍。2010年頃からは店舗開発、営業として出店、退店なども担当し、執行役員を歴任。2017年3月31日に株式会社ナノ・ユニバースを退職し、同年4月に株式会社三陽商会へクリエイティブディレクターとして入社。
2020年株式会社ワールドパークへ入社。

## 経歴
- 2000年：株式会社ナノ・ユニバース　入社
- 2017年3月：株式会社ナノ・ユニバース　退職
- 2017年4月：株式会社三陽商会　入社
- 2018年9月：株式会社三陽商会　クリエイティブディレクター兼新規事業開発部長兼モールビジネスグループ長　就任
- 2020年2月:株式会社ワールドパーク　Chief Operating Officerとして入社[1]

## 連載
- 『MonoMax』自慢できるデジモノ （2016年9月-）

## 出演
テレビ
- スッキリ!! （2015年10月8日、日本テレビ）
- スッキリ!! （2015年01月28日、日本テレビ）

ラジオ
- nano radio UK （2010年、FM YOKOHAMA）

雑誌
- 『MonoMax』自慢できるデジモノ （2016年9月号から連載）
- 『Men's Club』（2016年12月号）
- 『月間GoodsPress』（2014年11月号）

Webメディア
- 『MonoMaxWeb』 なぜ男はライカに魅了されるのか、その理由をライカラヴァーに聞きました！ （2016年9月7日）
- 『WWD』 【男の色気とヘアケア連載 第2回】 姉川輝天流のシャンプーと育毛剤の使い方 （2015年5月4日、INFAS PUBLICATIONS, INC.）
- 『東洋経済オンライン』 目利きが語る、マドラスとヒット商品『ビークトゥ』の魅力
- 『my life with Leica』 INTERVIEW WITH 100 LEICA #005 TERUTAKA ANEKAWA (2015年12月2日）